# Cussonia paniculata
Cussonia paniculata är en araliaväxtart som beskrevs av Christian Friedrich Ecklon och Carl Ludwig Philipp Zeyher. Cussonia paniculata ingår i släktet Cussonia och familjen Araliaceae.

## Underarter
Arten delas in i följande underarter:
- C. p. paniculata
- C. p. sinuata

## Bildgalleri

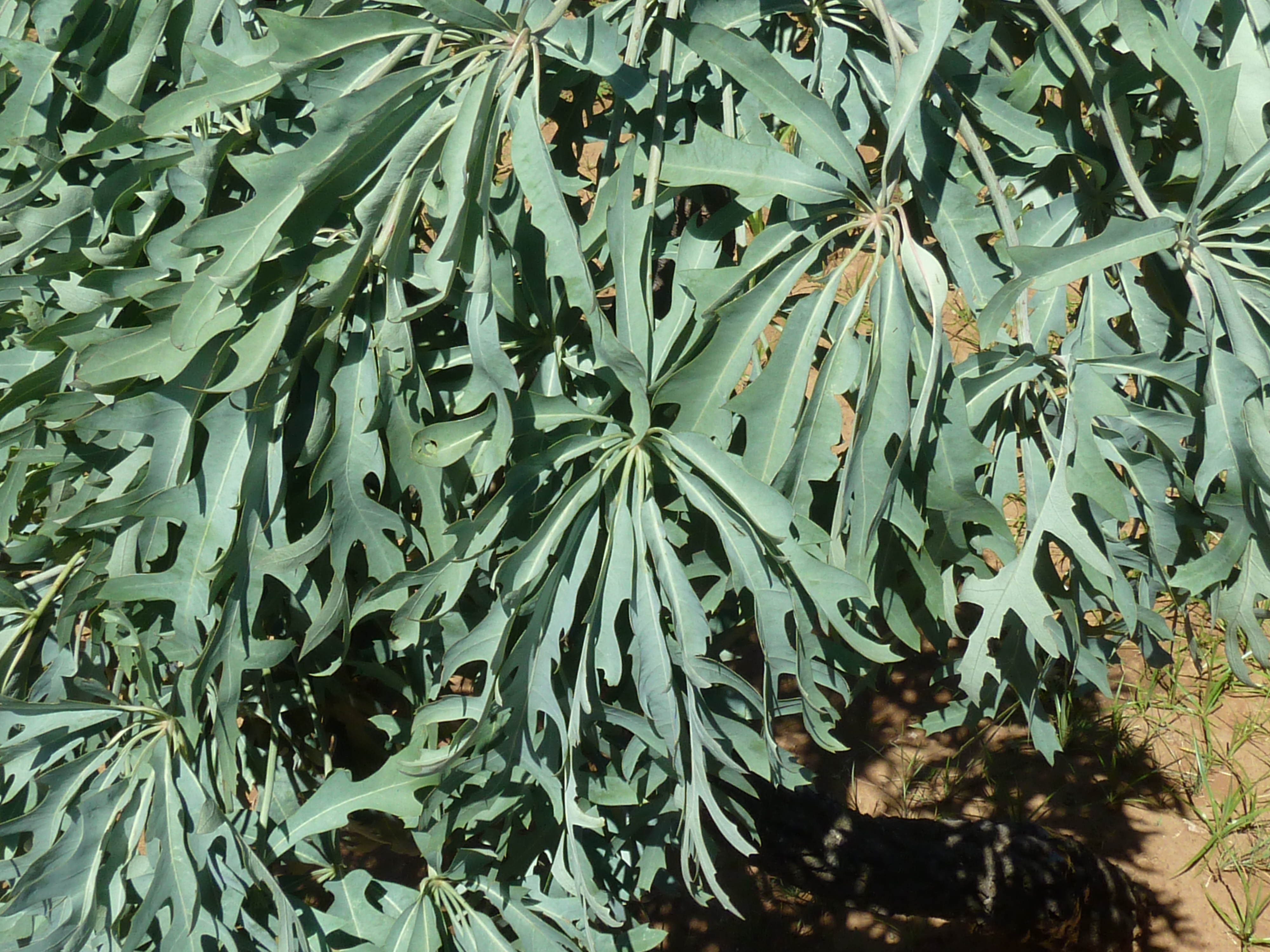
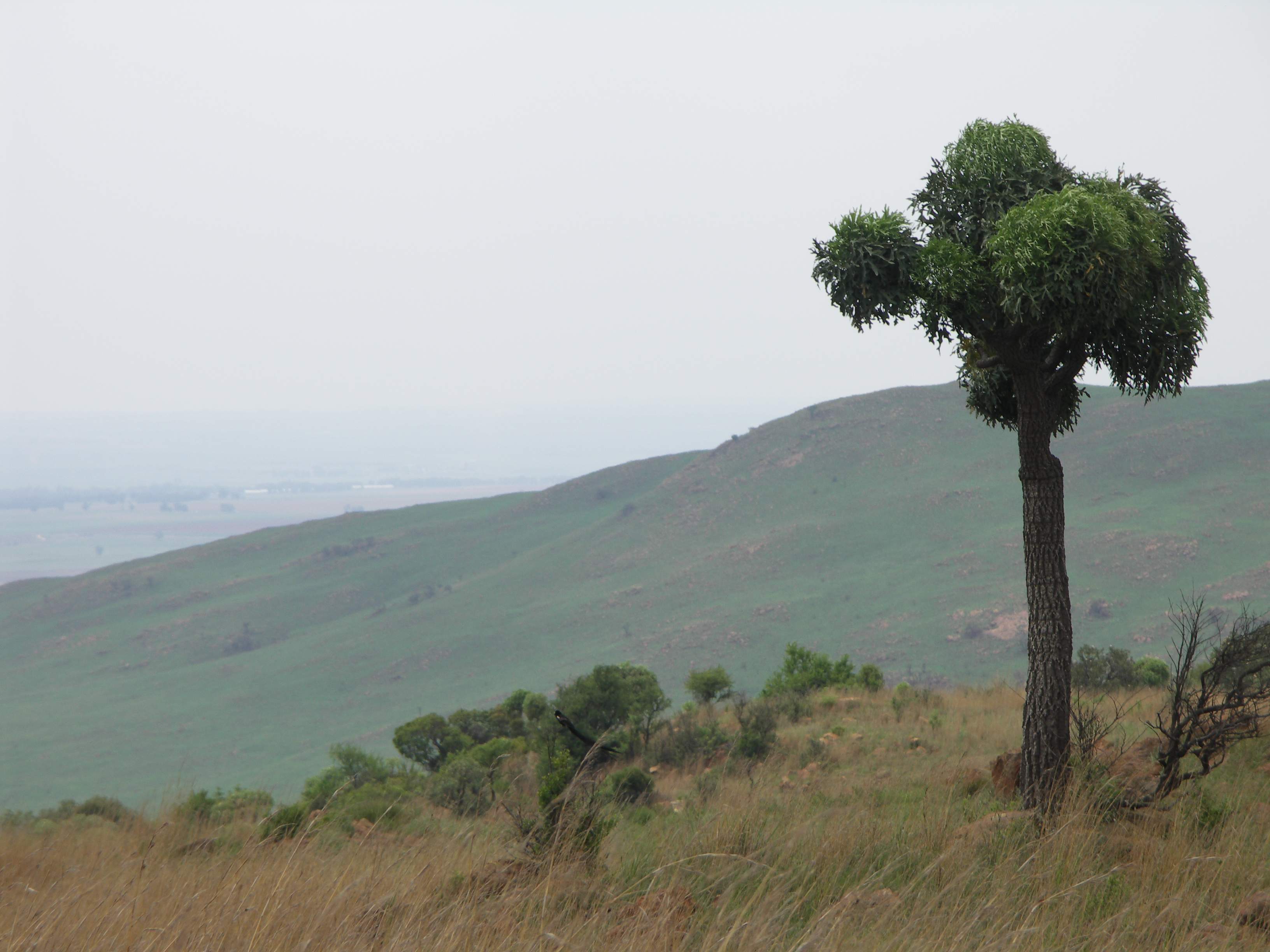
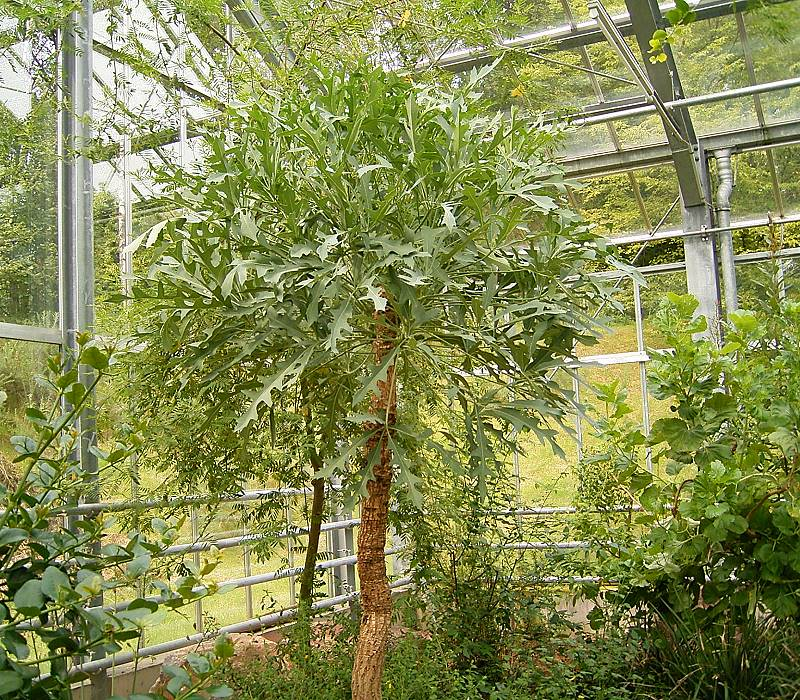